# Pyrgomorpha lepineyi
Pyrgomorpha lepineyi är en insektsart som beskrevs av Lucien Chopard 1943. Pyrgomorpha lepineyi ingår i släktet Pyrgomorpha och familjen Pyrgomorphidae.

## Underarter
Arten delas in i följande underarter:
- P. l. lepineyi
- P. l. montigena